# Alejandra Sánchez Inzunza
Alejandra Sánchez Inzunza (4 de septiembre de 1986 en Ciudad de México) es una periodista mexicana, fundadora del grupo periodístico Dromómanos. Es coautora del libro Narcoamérica y ganadora del Premio Nacional de Periodismo en 2013 y el Ortega y Gasset en 2014. Sus textos han sido publicados en medios como The New York Times, El País, Etiqueta Negra, Gatopardo, Vice News y The Caravan.

## Educación
Egresada de la Escuela de Periodismo Carlos Septién García.[cita requerida]
Máster en Periodismo de la Escuela de Periodismo El País.[cita requerida]

## Trayectoria
Comenzó su carrera en 2003 como reportera de las secciones Mundo, Cultura y Ciudad en el periódico La Crónica de Hoy, donde permaneció hasta 2007.[cita requerida]
Continuó su carrera de manera independiente, colaborando para medios como Chilango, Quo, El País, Gatopardo, Vice, Etiqueta Negra, Marie Claire, The Caravan, Folha de Sao Paulo, entre otros.[cita requerida]
En diciembre de 2011 fundó junto con los periodistas españoles José Luis Pardo Veiras y Pablo Ferri la productora de proyectos periodísticos Dromómanos, con la que recorrió América Latina en un auto. De ahí se desencadenó una serie de historias cuyo hilo conductor fue la cocaína. 
En 2015 publicó, junto con Dromómanos, el libro Narcoamérica: de los Andes a Manhattan, en el que se habla del efecto del narcotráfico en distintas regiones y países del continente americano.
En 2016 participó en la publicación Los 12 más pobres, junto con José Luis Pardo Veiras.[cita requerida]

## Distinciones
- Premio Ortega y Gasset en la categoría de Periodismo Impreso por la serie Narcotráfico en el corredor centroamericano. (2014)[3]
- Segundo lugar del IV Premio Latinoamericano sobre drogas (2014)[4]
- Premio Nacional de Periodismo en la categoría de reportaje (2014)[5]
- Premio Alemán de Periodismo Walter Reuter (2015)[6]